# 漢語助詞
汉语助詞（Chinese particles），汉语文法術語，指的是一種詞類，屬於虛詞，附著在其他詞彙、詞組，或是句子上，作為輔助之用。。通常用於句子前、中、後，表示各種語氣；或是用於語句中間，表示結構上的關係。
助詞在漢語中，通常分為結構助詞、時態助詞和語氣助詞三種。白話文中常見的助詞包括：的、了、着、吧、啊等等；文言文中則有：之、乎、者、也、矣等。

## 漢語助詞
漢語中，助詞與連詞、介詞、嘆詞同屬於虛詞，不能表示概念，但是可以表示語法結構或是各種語氣。在句子中沒有實在的意義，也沒有統一的語法功能，不能單獨使用，是獨立性最差的一種詞。在白話文中，大多數的助詞都會讀為輕聲。
漢語的助詞分為結構助詞、時態助詞和語氣助詞三種，有些會將語氣助詞獨立成一種詞類，稱為「語氣詞」。

### 結構助詞
附著在詞、詞組的前面或後面，用以表示句子的結構關係。白話常見的結構助詞有前附的「所」，以及後附的「的、地、得、似的」等等。文言文中則有「之、者、所、然、夫、所以、乎、焉、等、且」等等。
「的、地、得」在五四運動之前的官話裡沒有嚴格分別，在宋元明清官話的文學常有混用。五四後被人為分工，「的、地、得」分別作為標示定語、狀語、補語。由於「的、地、得」三個助詞在官話均讀/de0/，官話母語者在書寫時極易混淆，是教學的經典難題；然則「的、地、得」在其他漢語族語言的讀音不同甚至根本不用「的、地、得」，近來學校已會借助母語來辨別「的、地、得」。五四後「的、地、得」在官話裡標示定語、狀語、補語的分工如下：
1. 「的」字用於標示前面的詞或詞組是定語。最常見的用法是接在形容詞後，用來修飾其後的名詞、代名詞，如：「美麗的風景」；也可以接在名詞或代名詞後，表示所屬、所有的關係，如：「我的書」；或是接在副詞以外的實詞後，組成帶有有名詞功能的詞組，在句子中當作主語或賓語使用。如：「我們要的是和平與安定。」
2. 「得」字通常用於動詞、形容詞後面，標示其後面是補語，用來表示可能（如：「她去得，我也去得。」、「我拿得動。」）、結果或程度（如：「你說得很好。」）。有的辭典會將這種用法歸類為介詞。
3. 「地」字通常用於副詞後，標示前面的詞或詞組是狀語，現今可通為「的」字。[2][6][7][8]

「之」字做結構助詞時，用法有：
1. 與白話「的」字相同，如「夫子之文章」。
2. 無義，僅表賓語提前，如「蓮之愛，同予者何人」，「蓮之愛」意為「愛蓮」。[3][9]

「是」字做結構助詞時，也是表賓語提前，如「唯你是問」即「唯問你」。

### 時態助詞
時態助詞也稱動態助詞，接在動詞、形容詞的後面，表示動作或變化的狀態，可以跟時間副詞連用，但必須注意兩者語意間的配合。白話文中常見的時態助詞有「着、了、過」，文言文中有「矣」。但「矣」字通常兼有語氣助詞的功用。
「着、了、過」三字用法上的分別為：
1. 「着」字表示動作為變化進行、持續或存有的狀態中，如「門正開着。」
2. 「了」字表示動作或變化已經完成或結束，如「天黑了。」。
3. 「過」字表示動作或變化曾經發生，如「我看過這本書。」[2][10]

### 語氣助詞
語氣助詞用於句中或句末，表示說話時的語氣，有些學者會將之獨立成一種詞性，稱為「語氣詞」。一種語氣可能使用多個連續的語氣助詞表達，一個語氣助詞也可能同時表達一種以上的語氣。因此，語氣助詞本身沒有實質的意義、不能單獨使用，也沒有詞形變化,一個語氣助詞所要表現的語氣為何，必須視前後文而定。
有時候，連用的語氣助詞可能會合成一個音節，例如「了」、「啊」合成「啦」；「之」、「於」連成「諸」。
語氣助詞依照語氣的不同，可以分為五大類，分述如下：
1. 疑問語氣：如白話文的「嗎（麼）、吧、呢」，文言文中的「也、者、乎、哉、與、歟、邪（耶）、為」等等。不同的疑問語氣助詞代表的提問方法也有所差異，如「嗎」有時表疑惑而提問、有時表反問，通常要求對方做肯定或否定的回答。「吧」字則表示大略知道答案，卻又不能確定的問法。
2. 祈使語氣：如白話文中的「吧、罷、呀、啊、啦」，文言文中的「矣、焉、哉」，用以表示請求、命令、催促、勸告、禁止等語氣。
3. 感嘆語氣：如白話文中的「啊、呀、哇、哪」和文言文中的「也、矣、乎、焉、哉、與、歟、已」，表示感嘆之意。這類助詞的用字常常與嘆詞混淆，但嘆詞一般用於句首，而且獨立於句子之外；感嘆語氣助詞則置於句尾，不能獨立使用。
4. 肯定語氣：白話中常見的有「的、了、嘛、呢、啦、罷了、而已」，文言文中則有「也、矣、乎、然、焉、耳、而已、云、爾」，有的字如「了」是強調事情的肯定度，「呢」有誇張的意味，「罷了、而已」則有沖淡的意味。肯定語氣助詞有時會與結構助詞在用字上混淆，但前者可以去掉，句子基本的語義不變，後者若是去掉則會有語意不明的情況。
5. 停頓語氣：如「啊、吧、呢、麼」或「也、矣、乎、焉、兮」。有別於其他四種語氣助詞多用於句末，停頓語氣助詞只用於句中，表示停頓，有強調前面出現的詞語的功能。[2][4]

## 外部連結
- canoonet - Inflection: Uninflectable word classes （页面存档备份，存于） （英文）
- http://rusgram.narod.ru/1689-1705.html （页面存档备份，存于）  （俄文）